# Parabaeus ruficornis
Parabaeus ruficornis är en stekelart som beskrevs av Jean-Jacques Kieffer 1910. Parabaeus ruficornis ingår i släktet Parabaeus och familjen gallmyggesteklar. Inga underarter finns listade i Catalogue of Life.